# البريد الملكي البريطاني
مجموعة البريد الملكي البريطاني هي شركة خدمات البريد والبريد السريع في المملكة المتحدة، التي أنشئت أصلا في 1516م. تدير شركة مجموعة البريد الملكي المحدودة التابعة للشركة العلامات التجارية البريد الملكي (الخطابات) وقوى الطرود حول العالم (الطرود). شركة العامة للخدمات اللوجستية، شركة لوجيستية دولية، هي شركة تابعة مملوكة بالكامل لمجموعة البريد الملكي. لفترة قصيرة في أوائل عام 2000، استخدمت المجموعة اسم كونسيجنيا قبل العودة إلى اسمه الأصلي.
توفر الشركة خدمات تجميع وتسليم البريد في جميع أنحاء المملكة المتحدة. يتم إيداع الرسائل في صندوق بريد، أو نقلها إلى مكتب بريد، أو تجميعها بكميات كبيرة من الشركات. وتمتلك مجموعة البريد الملكي وتحتفظ بصناديق الأعمدة الحمراء المميزة في المملكة المتحدة، والتي تم تقديمها لأول مرة في عام 1852، وتحمل العديد منها الأحرف الأولى من الملك الحاكم. تتم عمليات التسليم مرة واحدة على الأقل يوميًا باستثناء أيام الأحد والعطل الرسمية بتكاليف موحدة لجميع وجهات المملكة المتحدة. يهدف Rبشكل عام إلى تقديم شحنات من الدرجة الأولى في يوم العمل التالي في جميع أنحاء البلاد.
بالنسبة لمعظم تاريخها، كان البريد الملكي خدمة عامة، تعمل كإدارة حكومية أو مؤسسة عامة. ومع ذلك، بعد قانون الخدمات البريدية لعام 2011،  طرح غالبية الأسهم في مجموعة البريد الملكي في بورصة لندن في عام 2013. احتفظت حكومة المملكة المتحدة في البداية بحصة 30 ٪ فيها،  لكنها باعت أسهمها المتبقية في عام 2015، منهية 499 عامًا من الملكية العامة. إنه مكون من مؤشر أف تي أس إي 250 .

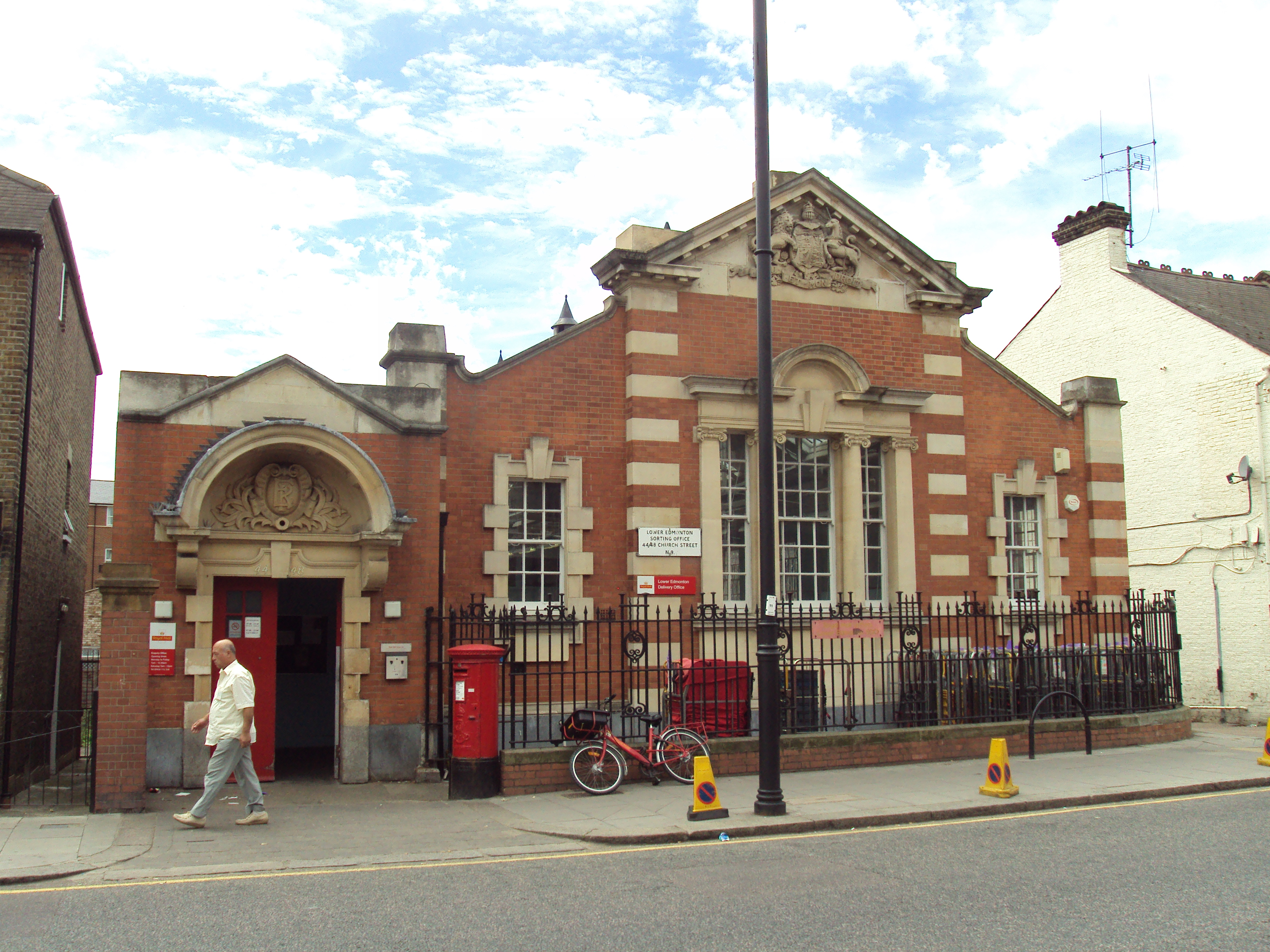
مكتب فرز بريد إدمونتون رويال بريد ، لندن

## روابط خارجية
- الموقع الرسمي
- موقع الشركة الألكتروني
- بيني بوست الائتمان الاتحاد
- موقع عمال البريد في المملكة المتحدة
- مكتب البريد